# فیض بطمه

فیض بطمه

فیض بطمه (به عربی: فيض البطمة) یک شهرداری در الجزایر است که در استان جلفه واقع شده‌است.
 فیض بطمه  ۲۰٬۶۶۴ نفر جمعیت دارد.